# Калманов, Алан Батрович
Ала́н Ба́трович Калма́нов (род. 3 ноября 1964, Орджоникидзе, Северо-Осетинская АССР, РСФСР, СССР) — советский и российский живописец.
Академик РАХ (2020; член-корреспондент 2010). Заслуженный художник Российской Федерации (2011). Лауреат премии ФСБ России (2007). Член Союза художников РФ с 1993 года.

## Биография
Родился 3 ноября 1964 года в городе Орджоникидзе (ныне Владикавказ), в семье живописца Батра Николаевича Калманова (1920—1981). Учился в школе № 5 г. Орджоникидзе.
В 1979—1982 гг. учился в Ленинградской средней художественной школе имени Б. В. Иогансона при Ленинградском институте живописи скульптуры и архитектуры имени И. Е. Репина в Ленинграде.
В 1982—1990 годах обучался в Ленинградском институте живописи скульптуры и архитектуры имени И. Е. Репина (мастерская Героя Социалистического Труда, народного художника СССР Андрея Андреевича Мыльникова), который окончил с красным дипломом. Дипломная работа — картина «Размышление» (оценка — «отлично»).
В 1993 году принят в Союз художников РФ.
Работы художника хранятся в ряде российских музеев, в частных коллекциях в России и за рубежом, в частности в США, Франции, Испании и Германии.
Живет и работает во Владикавказе.

## Семья
- Отец — Батр Калманов (1920—1981), живописец, Заслуженный художник Северо-Осетинской АССР, лауреат Гос. премии СО АССР им. К. Л. Хетагурова
- Дядя — Виктор Орешников (1904—1987), живописец, Народный художник СССР, лауреат Гос. премий СССР
- Сестра — Мадина Батровна Калманова, живописец
- Дочь — Александра, экономист

## Некоторые произведения
- Памятник сотрудникам спецподразделений «Альфа», «Вымпел» и МЧС, погибшим при освобождении заложников в школе № 1 в городе Беслане.
- «Оплакивание дерева».
- «Вечер. Осетинская церковь».
- «Осень. Джеоргуба».
- «Автопортрет».
- «Картина 2 птички» 1995  г.

## Награды
- Заслуженный художник РСО-Алания (2003).
- Премия ФСБ России (номинация «Изобразительное искусство», поощрительный диплом, 2007) — за памятник сотрудникам спецподразделений «Альфа», «Вымпел» и МЧС, погибшим при освобождении заложников в школе № 1 в городе Беслане.
- Народный художник РСО-Алания (2008).
- Член-корреспондент РАХ (2010).
- Заслуженный художник Российской Федерации (30 ноября 2011) — за заслуги в области изобразительного искусства[1].